# Притендърс
„Притендърс“ (на английски: The Pretenders) е англо-американска рок група, създадена през март 1978 г в Херефорд, Англия. Първоначалният състав на група се състои от основателката ѝ и основен текстописец Криси Хайнд (основни вокали, ритъм китара), Джеймс Хъниман-Скот (основна китара, задни вокали, клавиши), Пийт Фарндън (бас китара, задни вокали) и Мартин Чембърс (барабани, задни вокали и перкусии). След смъртта на Джеймс Хъниман-Скот през 1982 г. и Пийт Фарндън през 1983 г. групата претърпява множество промени в състава си, като Криси Хайнд е единственият постоянен член на групата.
Сред популярните песни на „Притендърс“ са Kid (1979), Brass in Pocket (1979), Talk of the Town (1980), Message of Love (1981), My City Was Gone (1982), Back on the Chain Gang (1982), Middle of the Road (1983), 2000 Miles (1983), Don't Me Get Wrong (1986), My Baby (1986) ) и I'll Stand by You (1994). Групата е включена в Залата на славата на рокендрола през 2005 г.

## Дискография
- Pretenders (1979)
- Pretenders II (1981)
- Learning to Crawl (1984)
- Get Close (1986)
- Packed! (1990)
- Last of the Independents (1994)
- ¡Viva El Amor! (1999)
- Loose Screw (2002)
- Break Up the Concrete (2008)
- Alone (2016)
- Hate for Sale (2020)